# Pan African FC
Pan African FC is een Tanzaniaanse voetbalclub uit Dar es Salaam. De club was vooral succesvol in de jaren zeventig en tachtig toen enkele titels gewonnen werden en er ook internationaal gespeeld werd in de Afrikaanse kampioenenbeker. De afgelopen jaren speelde de club in de tweede klasse en kon terugkeren naar het hoogste niveau in 2007.
Leodegar Tenga, de huidige voorzitter van de Tanzaniaanse voetbalbond, was vanaf 1981 een tijdje trainer van Pan African FC. Meridian is de sponsor van de club.

## Erelijst
Landskampioen
1982, 1988
Beker van Tanzania
Winnaar: 1978, 1979, 1981

## Pan African Internationaal
- Q = voorronde
- 1R = eerste ronde
- 1/8 = achtste finale

| Seizoen | Competitie      | Ronde | Land               | Club                | Score               |
| ------- | --------------- | ----- | ------------------ | ------------------- | ------------------- |
| 1983    | Kampioenenbeker | 1R    | Vlag van Somalië   | Wagad Mogadishu     | 2-1, 0-0            |
|         |                 | 1/8   | Vlag van Zambia    | Nkana FC            | 0-0, 0-0 (2-4 n.p.) |
| 1989    | Kampioenenbeker | Q     | Vlag van Swaziland | Mbabane Highlanders | 0-2, walk-over      |